# Route nationale 615
Die Route nationale 615, kurz N 615 oder RN 615, war eine französische Nationalstraße, die von 1933 bis 1973 in zwei Teilen zwischen Ille-sur-Têt und einer Straßenkreuzung mit der ehemaligen Nationalstraße 115 nördlich von Céret verlief. Ihre Gesamtlänge betrug 33 Kilometer.